# Čečín
Čečín je malá vesnice, část města Bělá nad Radbuzou v okrese Domažlice v Plzeňském kraji. Nachází se dva kilometry východně od Bělé nad Radbuzou. Čečín je také název katastrálního území o rozloze 2,92 km².

## Historie
První písemná zmínka o vesnici pochází z roku 1532.

## Obyvatelstvo
| Rok            | 1869 | 1880 | 1890 | 1900 | 1910 | 1921 | 1930 | 1950 | 1961 | 1970 | 1980 | 1991 | 2001 | 2011 | 2021 |
| -------------- | ---- | ---- | ---- | ---- | ---- | ---- | ---- | ---- | ---- | ---- | ---- | ---- | ---- | ---- | ---- |
| Počet obyvatel | 170  | 177  | 161  | 148  | 174  | 181  | 151  | 58   | 41   | 41   | 32   | 21   | 23   | 13   | 12   |
| Počet domů     | 23   | 26   | 26   | 30   | 29   | 29   | 28   | 16   | 16   | 10   | 8    | 9    | 9    | 7    | 8    |

## Obecní správa
Při sčítání lidu v letech 1850–1959 Čečín byl samostatnou obcí v okrese Horšovský Týn (v letech 1878–1910 Horšův Týn). Od roku 1960 je částí města Bělá nad Radbuzou v okrese Domažlice. V letech 1850–1877 k obcí patřily Černá Hora a Doubravka.

## Další fotografie

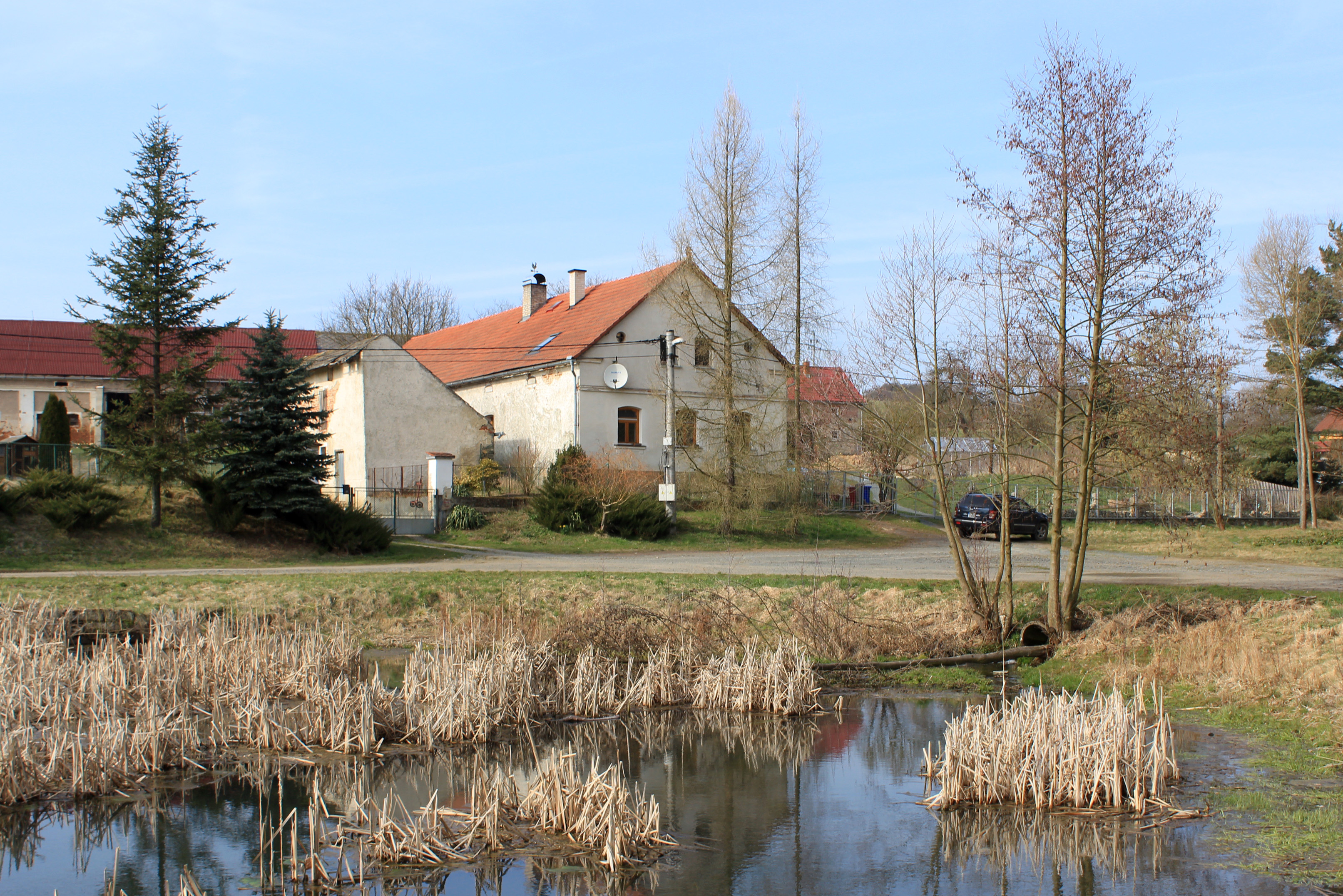
Dolní rybník
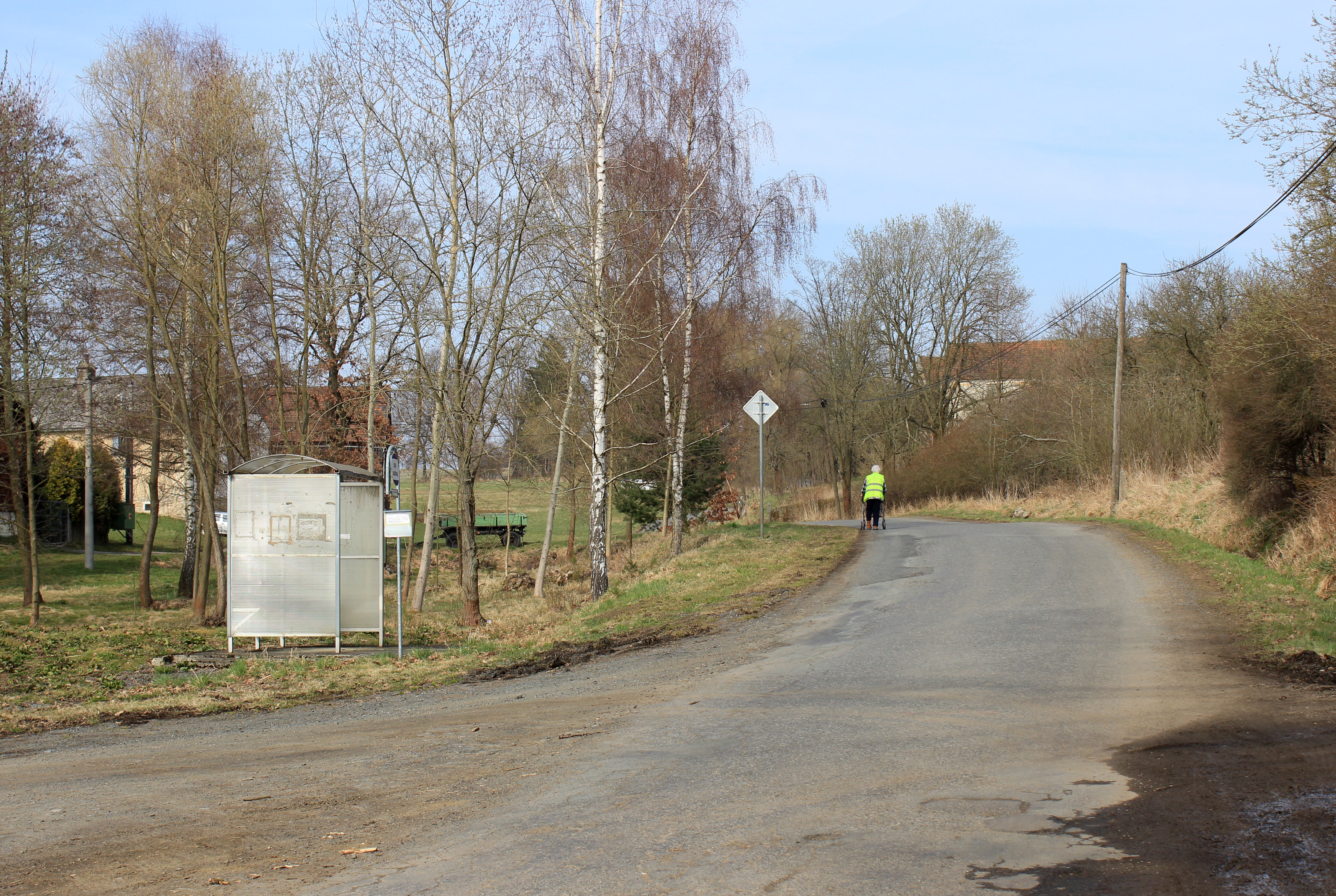
Hlavní silnice
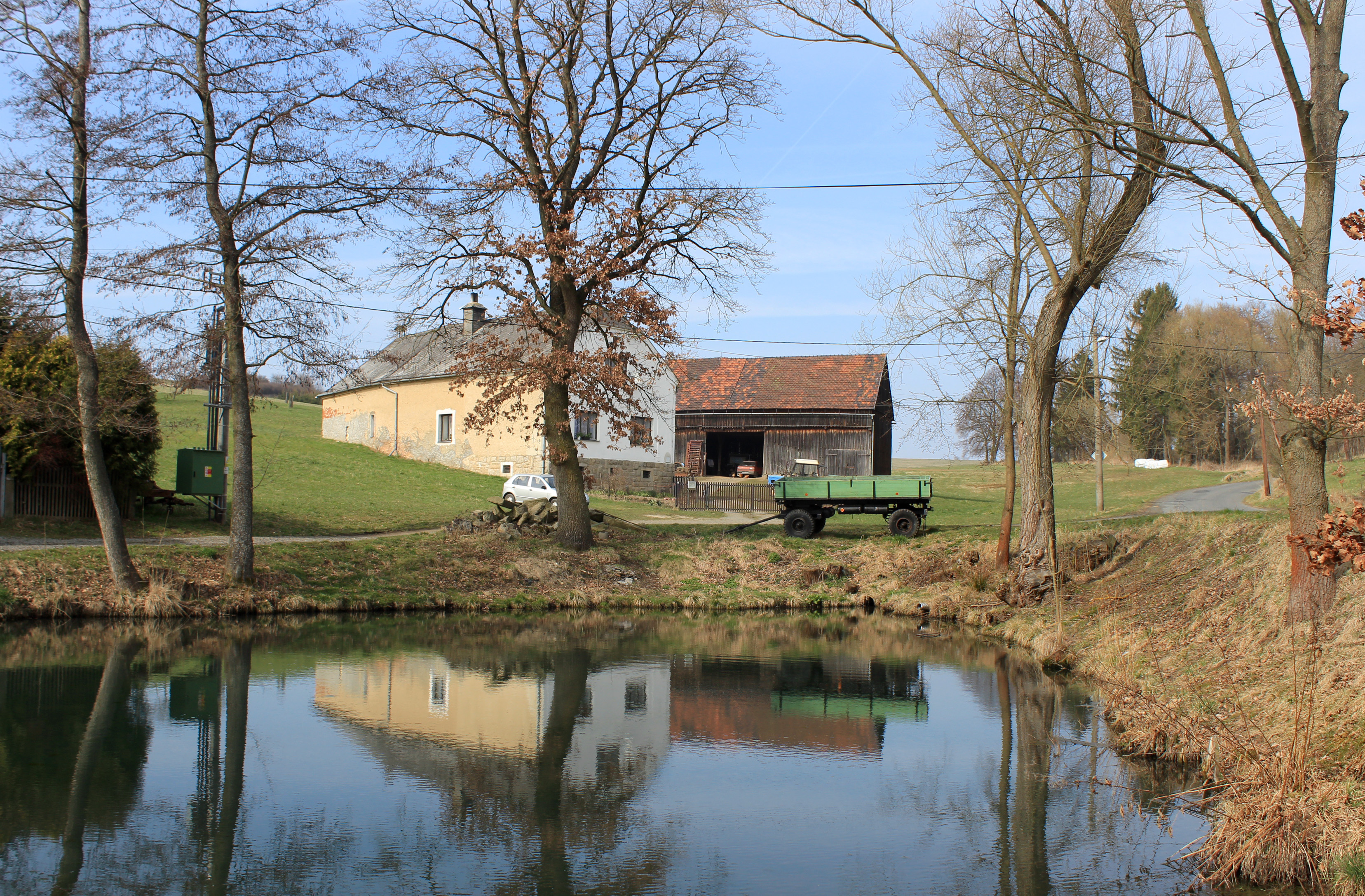
Domy u horního rybníka